# Valmojado
Valmojado község Spanyolországban, Toledo tartományban. Valmojado Casarrubios del Monte, Méntrida és Villamanta községekkel határos. Lakosainak száma 4771 fő (2024).

## Népesség
A település népessége az utóbbi években az alábbiak szerint változott:
| Lakosok száma | 2421 | 2763 | 3298 | 3806 | 4216 | 4178 | 4126 | 4303 | 4503 | 4771 |
|               | 2001 | 2004 | 2007 | 2009 | 2012 | 2014 | 2017 | 2019 | 2022 | 2024 |